# 三木直土
三木 直土（みき なおと、2001年5月8日 - ）は、三重県名張市出身のプロサッカー選手。Jリーグ・ガイナーレ鳥取所属。ポジションは、フォワード（FW）。あだ名は「ミッキー」。

## 来歴

### ジュビロ磐田
2020年より、ジュビロ磐田U-18からトップチームへ昇格した。開幕戦後に新型コロナウイルスの影響でリーグ戦が延期となり、その期間中に行われたトレーニングマッチで得点を挙げるなどアピールし、6月28日に行われたJ2第2節の京都サンガF.C.戦でJリーグデビューを果たした。10月14日、第26節のV・ファーレン長崎戦でプロ入り初ゴールを決めた。
2023年12月4日、契約満了に伴い退団した。

### 藤枝MYFC
2021年12月21日、藤枝MYFCへの育成型期限付き移籍が発表された。

### 福島ユナイテッドFC
2023年1月7日、福島ユナイテッドFCへの期限付き移籍が発表された。同年12月4日、移籍期間満了で退団。

### ガイナーレ鳥取
2023年12月26日、ガイナーレ鳥取へ加入することが発表された。

## 所属クラブ
- FC.Avenidasol U12
- FC.Avenidasol U15
- ジュビロ磐田U-18（磐田東高等学校）
  - 2019年3月 - 同年12月  ジュビロ磐田（2種登録選手）
- 2020年 - 2023年  ジュビロ磐田
  - 2022年  藤枝MYFC（育成型期限付き移籍）
  - 2023年   福島ユナイテッドFC（期限付き移籍）
- 2024年 -  ガイナーレ鳥取

## 個人成績
| 国内大会個人成績 | 国内大会個人成績 | 国内大会個人成績 | 国内大会個人成績 | 国内大会個人成績 | 国内大会個人成績 | 国内大会個人成績 | 国内大会個人成績 | 国内大会個人成績 | 国内大会個人成績 | 国内大会個人成績 | 国内大会個人成績 |
| 年度             | クラブ           | 背番号           | リーグ           | リーグ戦         | リーグ戦         | リーグ杯         | リーグ杯         | オープン杯       | オープン杯       | 期間通算         | 期間通算         |
| 年度             | クラブ           | 背番号           | リーグ           | 出場             | 得点             | 出場             | 得点             | 出場             | 得点             | 出場             | 得点             |
| 日本             | 日本             | 日本             | 日本             | リーグ戦         | リーグ戦         | リーグ杯         | リーグ杯         | 天皇杯           | 天皇杯           | 期間通算         | 期間通算         |
| ---------------- | ---------------- | ---------------- | ---------------- | ---------------- | ---------------- | ---------------- | ---------------- | ---------------- | ---------------- | ---------------- | ---------------- |
| 2020             | 磐田             | 19               | J2               | 15               | 2                | -                | -                | -                | -                | 15               | 2                |
| 2021             | 磐田             | 19               | J2               | 1                | 0                | -                | -                | 4                | 2                | 5                | 2                |
| 2022             | 藤枝             | 19               | J3               | 11               | 0                | -                | -                | 0                | 0                | 11               | 0                |
| 2023             | 福島             | 19               | J3               | 9                | 0                | -                | -                | 0                | 0                | 9                | 0                |
| 2024             | 鳥取             | 19               | J3               | 29               | 2                | 0                | 0                | 1                | 0                | 30               | 2                |
| 2025             | 鳥取             | 19               | J3               |                  |                  |                  |                  |                  |                  |                  |                  |
| 通算             | 日本             | 日本             | J2               | 16               | 2                | -                | -                | 4                | 2                | 20               | 4                |
| 通算             | 日本             | 日本             | J3               | 49               | 2                | 0                | 0                | 1                | 0                | 50               | 2                |
| 総通算           | 総通算           | 総通算           | 総通算           | 65               | 4                | 0                | 0                | 5                | 2                | 70               | 6                |

出場歴
- Jリーグ初出場 - 2020年6月28日 J2第2節・対京都サンガF.C.戦（サンガスタジアム）
- Jリーグ初得点 - 2020年10月14日 J2第26節・対V・ファーレン長崎(ヤマハスタジアム)

## タイトル

### クラブ
ジュビロ磐田
- J2リーグ：（2021年）